# Wahlbezirk Tirol 23
Der Wahlbezirk Tirol 23 war ein Wahlkreis für die Wahlen zum Abgeordnetenhaus im österreichischen Kronland Tirol. Der Wahlbezirk wurde 1907 mit der Einführung der Reichsratswahlordnung geschaffen und bestand bis zum Zusammenbruch der Habsburgermonarchie.

## Geschichte
Nachdem der Reichsrat im Herbst 1906 das allgemeine, gleiche, geheime und direkte Männerwahlrecht beschlossen hatte, wurde mit 26. Jänner 1907 die große Wahlrechtsreform durch Sanktionierung von Kaiser Franz Joseph I. gültig. Mit der neuen Reichsratswahlordnung schuf man insgesamt 516 Wahlbezirke, wobei mit Ausnahme Galiziens in jedem Wahlbezirk ein Abgeordneter im Zuge der Reichsratswahl gewählt wurde. Der Abgeordnete musste sich dabei im ersten Wahlgang oder in einer Stichwahl mit absoluter Mehrheit durchsetzen. Der Wahlkreis Tirol 23 umfasste die Gerichtsbezirke Trient, Stenico, Vezzano und Pergine, wobei Trient, das den Wahlbezirk 6 bildete, vom Wahlbezirk ausgenommen waren.
Aus der Reichsratswahl 1907 ging Albino Tonelli von der Trentiner Volkspartei als Sieger hervor. Er erzielte 68 Prozent der Stimmen im ersten Wahlgang, dahinter folgte der Kandidat der Sozialdemokraten mit 15 Prozent. Bei der Reichsratswahl 1911 konnte Tonelli sein Mandat erfolgreich verteidigen.

## Wahlen

### Reichsratswahl 1907
Die Reichsratswahl 1907 wurde am 14. Mai 1907 (erster Wahlgang) durchgeführt. Eine Stichwahl entfiel auf Grund der absoluten Mehrheit von Albino Tonelli im ersten Wahlgang.
| Kandidat                                                                       | Partei                                  | Wahlkreis- stimmen | Stimmen- anteil |
| ------------------------------------------------------------------------------ | --------------------------------------- | ------------------ | --------------- |
| Albino Tonelli                                                                 | Trentiner Volkspartei                   | 5997               | 68,3 %          |
| Cesare Battisti                                                                | Sozialdemokratische Partei des Trentino | 1298               | 14,8 %          |
| Maximilian Mersi                                                               | italienisch-fortschrittliche Agrarier   | 1065               | 12,1 %          |
| Andrä Baroni                                                                   | Italienisch nationale Partei            | 280                | 3,2 %           |
| Josef Wackernell                                                               | Tiroler Volksbund                       | 124                | 1,4 %           |
| Sonstige                                                                       |                                         | 13                 | 0,1 %           |
| Wahlberechtigte: 11.758, Ungültige/Leere Stimmen: 109, Wahlbeteiligung: 75,6 % |                                         |                    |                 |

### Reichsratswahl 1911
Die Reichsratswahl 1911 wurde am 13. Juni 1911 (erster Wahlgang) durchgeführt. Die Stichwahl entfiel auf Grund der absoluten Mehrheit von Albino Tonelli im ersten Wahlgang.
| Kandidat                                                                       | Partei                                  | Wahlkreis- stimmen | Stimmen- anteil |
| ------------------------------------------------------------------------------ | --------------------------------------- | ------------------ | --------------- |
| Albino Tonelli                                                                 | Trentiner Volkspartei                   | 4604               | 66,1 %          |
| Cesare Battisti                                                                | Sozialdemokratische Partei des Trentino | 1066               | 15,3 %          |
| Claudio Cianti                                                                 | italienisch-liberaler Bauernbund        | 829                | 11,9 %          |
| Sito Ciani-Basetti                                                             | Italienisch nationalliberale Partei     | 451                | 6,5 %           |
| Sonstige                                                                       |                                         | 12                 | 0,2 %           |
| Wahlberechtigte: 11.928, Ungültige/Leere Stimmen: 101, Wahlbeteiligung: 59,2 % |                                         |                    |                 |